# اسوتلانا پودوبدووا

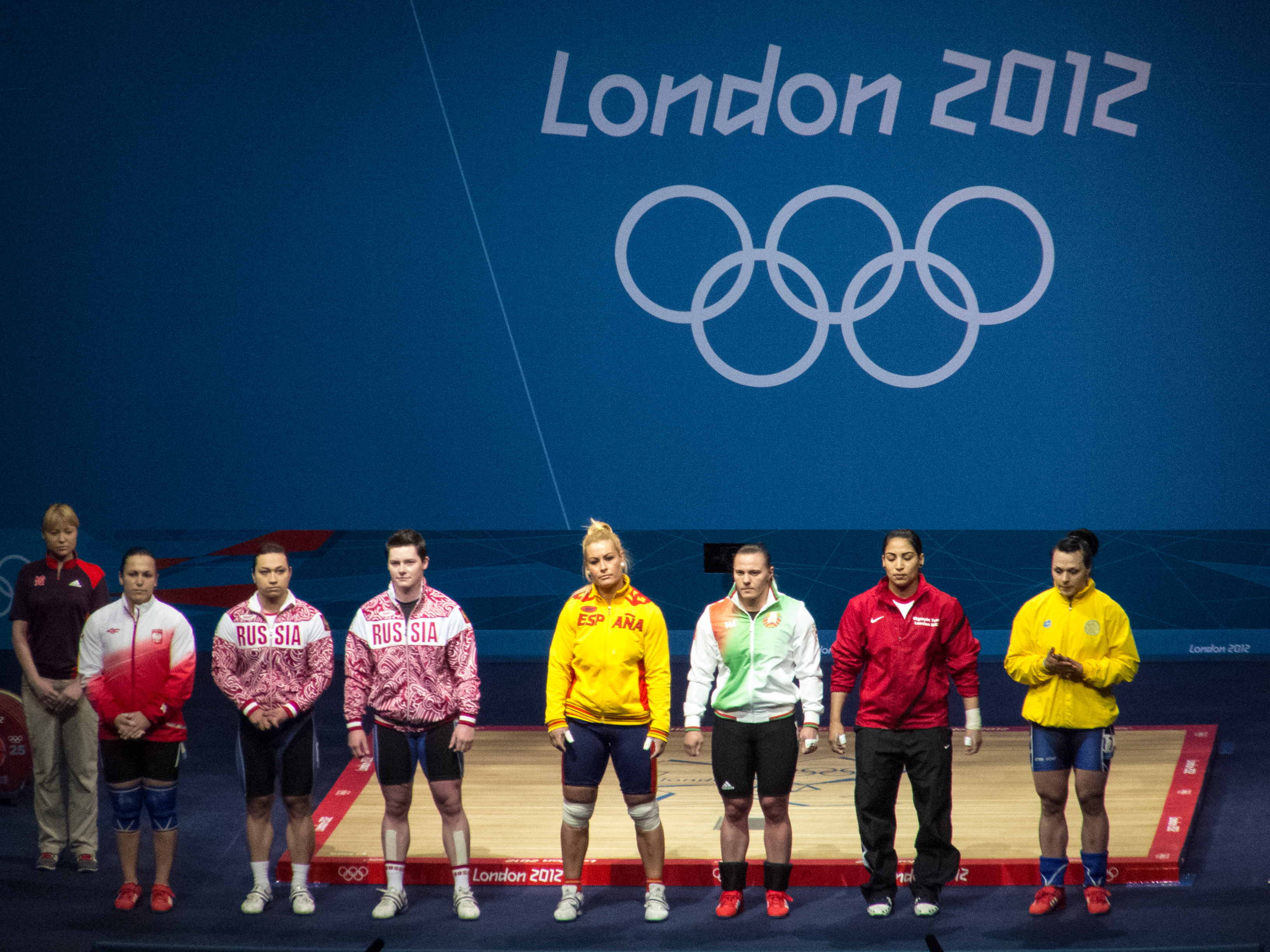
تصویری از قهرمانی اسوتلانا پودولدووا

اسوتلانا پودوبدووا (به انگلیسی: Svetlana Podobedova) (زاده ۲۵ مه ۱۹۸۶) وزنه بردار اهل قزاقستان است.